# Topfreedom

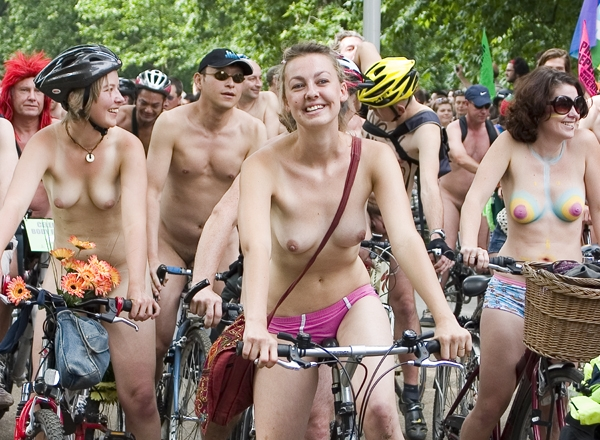
Ilustrační fotografie

Topfreedom je sociální hnutí v některých severoamerických zemích, usilující o uznání práva žen a dívek chodit „nahoře bez“ (tj. nahé od pasu nahoru) na veřejnosti tam, kde takto mají právo chodit muži a chlapci. Hnutí topfreedom se vyhýbá označení „nahoře bez“ a dává raději přednost výrazu „topfree.“ Mezi příklady veřejných míst, kde by ženy a dívky mohly chodit oděné dle myšlenky hnutí, patří například pláže, bazény či parky, ačkoliv podle principů hnutí, by v zásadě nemělo platit žádné omezení. Mezi cíle hnutí patří umožnit matkám kojit své dítě na veřejnosti, opalování, pohodlí a rovnost pohlaví.